# Governo vallone
Il Governo vallone o Governo della Vallonia (in francese Gouvernement wallon 
o Gouvernement de Wallonie) e indicato come Governo della Regione vallona (Gouvernement de la Région wallonne) è l'organo esecutivo della Vallonia. È composto da un massimo di 8 ministri e da un ministro-presidente. Emette  gli ordini e sanziona i decreti votati dal Parlamento vallone. La sua sede è l'Élysette a Namur, la residenza ufficiale del ministro-presidente della Vallonia.

## Composizione
| Legislatura     | Governo                     | Mandato                            | Coalizione           |
| --------------- | --------------------------- | ---------------------------------- | -------------------- |
| 1ª Legislatura  | Esecutivo Dehousse I        | 22 dicembre 1981 – 26 gennaio 1982 | PS PSC PRL           |
| 1ª Legislatura  | Esecutivo Damseaux          | 27 gennaio 1982 – 27 ottobre 1982  | PS PSC PRL           |
| 1ª Legislatura  | Esecutivo Dehousse II       | 27 octobre 1982 – 11 décembre 1985 | PS PSC PRL           |
| 2ª Legislatura  | Esecutivo Wathelet          | 11 dicembre 1985 – 4 febbraio 1988 | PSC PRL              |
| 3ª Legislatura  | Esecutivo Coëme             | 4 febbraio 1988 – 10 maggio 1988   | PS PSC               |
| 3ª Legislatura  | Esecutivo Anselme           | 10 maggio 1988 – 8 gennaio 1992    | PS PSC               |
| 4ª Legislatura  | Esecutivo Spitaels          | 8 gennaio 1992 – 25 gennaio 1994   | PS PSC               |
| 4ª Legislatura  | Governo Collignon I         | 25 gennaio 1994 – 20 giugno 1995   | PS PSC               |
| 5ª Legislatura  | Governo Collignon II        | 20 giugno 1995 – 15 luglio 1999    | PS PSC               |
| 6ª Legislatura  | Governo Di Rupo I           | 15 luglio 1999 – 4 aprile 2000     | PS PRL-FDF-MCC Ecolo |
| 6ª Legislatura  | Governo Van Cauwenberghe I  | 4 aprile 2000 – 27 luglio 2004     | PS PRL-FDF-MCC Ecolo |
| 7ª Legislatura  | Governo Van Cauwenberghe II | 27 luglio 2004 – 6 ottobre 2005    | PS cdH               |
| 7ª Legislatura  | Governo Di Rupo II          | 6 ottobre 2005 – 20 luglio 2007    | PS cdH               |
| 7ª Legislatura  | Governo Demotte I           | 20 luglio 2007 – 15 luglio 2009    | PS cdH               |
| 8ª Legislatura  | Governo Demotte II          | 15 luglio 2009 – 22 luglio 2014    | PS cdH Ecolo         |
| 9ª Legislatura  | Governo Magnette            | 22 luglio 2014 – 28 luglio 2017    | PS cdH               |
| 9ª Legislatura  | Governo Borsus              | 28 luglio 2017 – 13 settembre 2019 | MR cdH               |
| 10ª Legislatura | Governo Di Rupo III         | 13 settembre 2019 - 15 luglio 2024 | PS MR Ecolo          |
| 11ª Legislatura | Governo Dolimont            | dal 15 luglio 2024                 | MR LE                |